# Mihajlo Bučić
Mihajlo Bučić (Buchich), hrvaški protestantski (kalvinski) duhovnik in verski književnik v 16. stoletju.
Najprej je bil katolik in je služboval kot katoliški duhovnik v medžimurski Belici. Nato je prestopil v kalvinizem in ga širil v Slavoniji. V tem delu ga je podpiral hrvaški plemič Juraj IV. Zrinski, ki mu je omogočil tisk njegovih knjig v Nedelišču v Medžimurju.
Bučićeve knjige niso ohranjene. Med njegovimi deli zasledimo Novi zakon, vendar ni znano, ali je prevedel celo Novo zavezo. Niti ne znano, katero jezikovno različico (kajkavščino ali štokavščino) je uporabil. Bučićevi dejavnosti v Slavoniji je nasprotoval škof Jurij Draškovič, zato se protestantizem na Hrvaškem ni širil.

## Dela
- Contra praesentiam corporis et sanguinis Christi in sacramento Eucharistiae. Nedelische, 1573 (v latinščini)
- Kerstjanski Nauk, 1573
- Novi zakon, 1573